# Doumea sanaga
Doumea sanaga är en fiskart som beskrevs av Skelton 2007. Doumea sanaga ingår i släktet Doumea och familjen Amphiliidae. IUCN kategoriserar arten globalt som livskraftig. Inga underarter finns listade i Catalogue of Life.